# Воробьёва (деревня)
Воробьёва — деревня в Жигаловском районе Иркутской области России. Входит в состав Петровского сельского поселения. Находится на правом берегу реки Лена, примерно в 24 километра к юго-юго-востоку (SSE) от районного центра, посёлка Жигалово, на высоте 584 метров над уровнем моря.

## Население
| 2002 | 2010 | 2011 | 2012 |
| ---- | ---- | ---- | ---- |
| 123  | →123 | ↘122 | →122 |

По данным Всероссийской переписи, в 2010 году численность населения деревни составляла 123 человека (61 мужчина и 62 женщины).

## Улицы
Уличная сеть деревни состоит из одной улицы (ул. Таёжная).